# Marco di Bartolomeo Rustici
Marco di Bartolomeo Rustici (Firenze, 1392 circa – Firenze, 6 ottobre 1457) è stato un orafo e miniatore italiano, attivo soprattutto a Firenze.

## Biografia

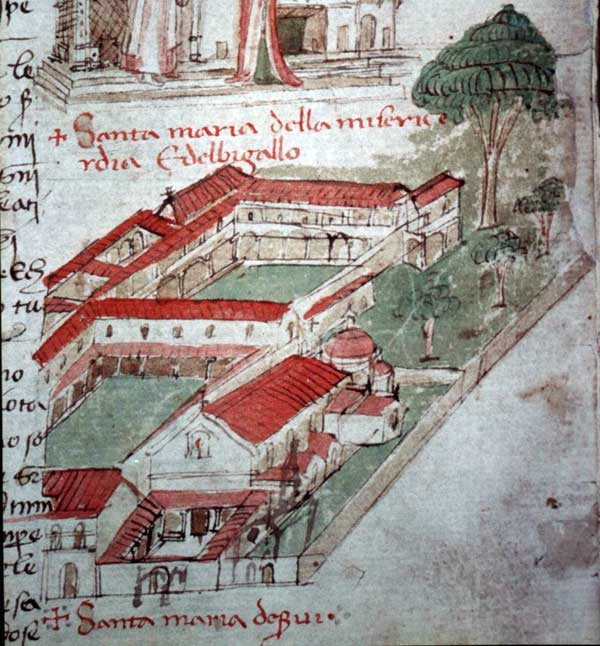
Miniatura di Santa Maria dei Servi e del Bigallo (Santissima Annunziata) dal Codice Rustici

Marco di Bartolomeo Rustici nacque nel 1392 o nel 1393, secondo quanto risulta dalla sua portata al Catasto del 1427, nella quale dichiarava di avere 35 anni e una bottega d'orafo in società con Dino di Monte, suo compagno. Altri documenti sulla sua vita riguardano il suo legame con il convento della Santissima Annunziata di Firenze . Il 20 ottobre 1426 i frati dei Servi di Maria di questo monastero stipularono con lui un accordo per una cappella, intitolata alla Pietà, sull'altare della quale doveva stare una tavola da far dipingere a cura dello stesso Rustici. La cappella era destinata anche a sepoltura per sé e per la sua famiglia, come risulta da un documento del 15 maggio 1442, quando viene fatto un accordo con i frati e si muta il titolo della cappella in quello della Natività di Cristo, confermando la lapide marmorea della sepoltura, e lasciando la tavola della Pietà a disposizione dei frati.
Anche il 15 luglio 1430 una sua figlia piccola deceduta ebbe il funerale nel Santuario. Nel 1433 invece comperò tre calici e una patena e una figura d'argento dai religiosi e alienò per conto loro un calice d'argento a un veneziano. Nel febbraio 1436 fece una figura d'argento ex voto per conto del cardinale Lucio dei Conti che abitava in un quartiere del convento e sempre in quest'anno acquistò una vigna dai padri e restaurò un turibolo e un calice. Nel 1442 fu testimone ad una consegna di argenti ex voto all'orafo Francesco di Paolo Tassini che qualche mese più tardi, dopo averlo fuso e lavorato, riconsegnò ai padri una croce di circa 3 libbre.
Dopo questa data Marco Rustici non sembra più in contatto con la SS. Annunziata.
Dal 1453 al 1455 eseguì per il convento di Santa Felicita di Firenze quattro candelieri di rame dorato ornati di smalti, per ottanta fiorini d'oro. Successivamente sembra che si sia ritirato dall'attività. Morì il 6 ottobre 1457 e fu sepolto nella chiesa di San Lorenzo. Alla SS. Annunziata rimase la tomba di famiglia nella quale furono sepolti alcuni suoi discendenti. La lapide marmorea davanti alla cappella fu disfatta nel 1506 in occasione del rifacimento del pavimento della chiesa.
Il Rustici è noto per avere scritto, disegnato e dipinto a penna e acquerello il noto Codice Rustici oggi conservato nel Seminario maggiore arcivescovile di Firenze. Il titolo del codice è Dimostrazione dell'andata del Santo Sepolcro . Ma gli viene attribuita anche una serie di disegni a penna di un codice che contiene un volgarizzamento del De civitate Dei di Sant'Agostino, conservato presso la Biblioteca Nazionale di Firenze.